# HSBC Tower (London)
Der HSBC Tower ist ein Wolkenkratzer in London. Er bildet einen Teil des Canary-Wharf-Komplexes in den Docklands. Das Gebäude mit der Adresse 8 Canada Square ist der internationale Hauptsitz der HSBC. Es wurde von Sir Norman Foster und dessen Architekturbüro entworfen.
Mit einer Höhe von 200 Metern und 45 Stockwerken ist es zusammen mit dem gleich hohen Citigroup Centre eines der höchsten Gebäude in Großbritannien, beim Stand von 2012 übertroffen nur von One Canada Square und The Shard. Die drei erstgenannten Gebäude befinden sich in unmittelbarer Nähe zueinander. Der HSBC Tower ist für die Allgemeinheit nicht zugänglich: im Untergeschoss befindet sich ein kleineres Einkaufszentrum.
Die Bauarbeiten begannen im Januar 1999 und waren im März 2001 abgeschlossen. Im Mai 2000 stürzte ein Baukran vom Dach herunter und tötete drei Bauarbeiter. Die Unfallursache konnte nie ermittelt werden. Auf dem Vorplatz erinnert ein kleines Denkmal an dieses Unglück.
Am 2. April 2003 wurde das Gebäude von Sir John Bond offiziell eingeweiht.
Im Jahre 2008 kaufte die HSBC ihr an die spanische Metrovacesa SA verkauftes Hauptquartier zurück. Im Jahr 2009 wurde das Gebäude von HSBC im Rahmen eines Sale-Lease-Back an den National Pension Service of Korea verkauft.